# Sovizzo

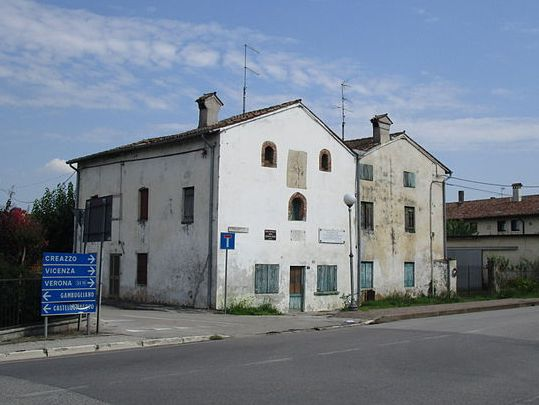
La casa di Vincenza Pasini

Scramasax longobardi ritrovati nella necropoli dibiSovtiizzo

Sovizzo (Suiso in veneto) è un comune italiano di 8 178 abitanti della provincia di Vicenza nella regione del Veneto. Si trova a circa 10 km da Vicenza (8 km in linea d'aria).

## Origini del nome
Il termine Sovizzo deriverebbe dal latino "Subvicum", cioè "sotto la villa (paese)" per indicare la posizione geografica in riferimento ai primi insediamenti, i quali a quanto pare vennero costruiti prima di tutto sui colli circostanti.

## Storia
I primi insediamenti risalgono al Neolitico, successivamente giunsero i Longobardi di cui restano tracce in un'area archeologica del paese. Durante il Medioevo appartenne al vescovo di Vicenza, che nel XIII secolo lo cedette al Capitolo della Cattedrale. Successivamente seguì le vicende storiche di Vicenza. 
Il 23 novembre 1917 arriva la 71ª Squadriglia caccia che resta fino al 14 maggio 1918 andandosene dopo una pioggia torrenziale, il 10 dicembre 1917 la 31ª Squadriglia fino al 10 aprile 1918, dal 15 dicembre la 121ª Squadriglia fino al 16 aprile 1918, dal 16 dicembre 1917 vi nasce il XVI Gruppo fino al 12 maggio 1918, dal dicembre 1917 la 1ª Sezione SVA fino al marzo 1918 e dal 13 febbraio 1918 la 135ª Squadriglia fino alla metà di maggio.
Il 22 gennaio 2024 si è fuso col vicino comune di Gambugliano nel nuovo comune di Sovizzo.

### Simboli
Lo stemma è stato concesso con regio decreto n. 3675 del 19 dicembre 1935.
Il gonfalone, concesso con RD n. 899 del 17 maggio 1937, è un drappo troncato di rosso e di bianco riccamente ornato di ricami d'argento.

## Monumenti e luoghi d'interesse
Nel Comune e nei suoi pressi si trovano edifici di interesse storico:
- Villa Bissari Curti, risalente al XVI secolo
- Villa Marzotto Schiavo
- Villa Civena-Vencato,
- Ristorante "Il Castello", in frazione di Montemezzo
- Chiesetta della Madonna del Carmine, in frazione San Daniele
- Chiesetta di Santa Reparata, in frazione del Vigo
- Chiesa di Santa Maria Annunziata a Sovizzo Colle
- Chiesa di San Bartolomeo Apostolo, in frazione di Montemezzo
- Chiesetta dell'Ave Maria, in frazione di Montemezzo (costruita dove in origine c'era la casa di Vincenza Pasini)
- Ossario commemorativo dei caduti, in frazione di Montemezzo
- Chiesa di Santa Maria Assunta a Sovizzo Basso
- Chiesa dei Santi Vito, Modesto e Crescenzia, in frazione di Gambugliano
- Chiesa di Monte San Lorenzo, in frazione di Monte San Lorenzo

## Società

### Evoluzione demografica
Abitanti censiti

Nel 2023, prima della fusione, il vecchio comune di Sovizzo presentava una popolazione di 7422 individui (dicembre 2023). Gambugliano invece presentava una popolazione di 848 individui (dicembre 2023).   
Con la nascita del nuovo comune di Sovizzo, la popolazione si è calcolata facendo la somma degli individui di entrambi gli ex comuni. Difatti a inizio gennaio 2024 corrispondeva a 8270 individui. Dopo tre mesi si registra un calo, con una popolazione a marzo 2024 di 8259 abitanti.

## Cultura

### Musica
Il Coro San Daniele è un coro maschile "di montagna" specializzato in canzoni di Bepi De Marzi. Il coro organizza una rassegna di cori due volte all'anno.
Sovizzo conta ben due bande musicali: il corpo bandistico Gioacchino Rossini, attivo a Sovizzo in Piano da oltre cento anni, e il corpo bandistico Arrigo Pedrollo, con sede a Sovizzo Colle.

### Istruzione
Ci sono due scuole a Sovizzo:
L'Istituto Comprensivo Statale di Sovizzo (IC Sovizzo) con la scuola primaria di primo grado "Damiano Chiesa" e la scuola secondaria di primo grado "Aldo Moro";
Nella frazione di Tavernelle è presente la Scuola primaria "Gianni Rodari".

## Amministrazione

### Sindaci dal 1946
|                                                      | Alessandro Bortolamei                      | Democrazia Cristiana         | 1946-1951      | 1946   |
|                                                      | Attilio Peretti                            | Democrazia Cristiana         | 1951-1953      | 1951   |
|                                                      | Desiderio Pieropan                         | Democrazia Cristiana         | 1953-1956      | (1951) |
|                                                      | Attilio Peretti                            | Democrazia Cristiana         | 1956-1960      | 1956   |
|                                                      | Eugenio Nicolin                            | Democrazia Cristiana         | 1960-1970      | 1960   |
| 1964                                                 | Eugenio Nicolin                            | Democrazia Cristiana         | 1960-1970      |        |
|                                                      | Antonio Fongaro                            | Democrazia Cristiana         | 1970-1980      | 1970   |
| 1975                                                 | Antonio Fongaro                            | Democrazia Cristiana         | 1970-1980      |        |
|                                                      | 'Augusto Peruz                             | Democrazia Cristiana         | 1980-1990      | 1980   |
| 1985                                                 | 'Augusto Peruz                             | Democrazia Cristiana         | 1980-1990      |        |
|                                                      | Sergio Romio                               | Democrazia Cristiana         | 1990-1995      | 1990   |
| Sindaci eletti direttamente dai cittadini (dal 1995) |                                            |                              |                |        |
|                                                      | Renato Ruffini                             | Centro-sinistra              | 1995-1998      | 1995   |
|                                                      | Luigi Scipioni (Commissario prefettizio)   | -                            | 1998-1999      | -      |
|                                                      | Augusto Peruz                              | Centro-destra                | 1999-2004      | 1999   |
|                                                      | Lino Vignaga                               | Lista civica L'Arca          | 2004-2009      | 2004   |
|                                                      | Marilisa Munari                            | Lista civica L'Arca          | 2009-2019      | 2009   |
| 2014                                                 | Marilisa Munari                            | Lista civica L'Arca          | 2009-2019      |        |
|                                                      | Paolo Garbin                               | Lista civica L'Arca 2.0      | 2019-2024      | 2019   |
|                                                      | Emanuele Cassaro (Commissario prefettizio) | -                            | 2024           | -      |
|                                                      | Matteo Forlin                              | Lista civica Sovizzo Insieme | 2024-in carica | 2024   |

## Sport

### Calcio
La principale squadra di calcio della città è l'A.S.D. Sovizzo Calcio che milita nel girone C veneto di 1ª Categoria.

### Ciclismo
A Sovizzo si svolge dal 1972 la "Piccola Sanremo", gara ciclistica nazionale organizzata dall'UC Sovizzo e riservata alla categoria Under-23 e Elite (classe 1.12 UCI). Il percorso della gara si caratterizza per la salita di Vigo (2,5 km con pendenza massima del 10%) e attraversa anche agli abitati di Montecchio Maggiore, Creazzo, Altavilla Vicentina, Tavernelle e San Daniele. Rientrano nell'albo d'oro della corsa i nomi di Vittorio Algeri, Flavio Vanzella, Marzio Bruseghin, Ivan Basso, Sacha Modolo e Simone Consonni.